# 전대대실격
전대대실격(일본어: 戦隊大失格 센타이다이싯카쿠[*])은 하루바 네기가 쓰고 그린 일본 만화다. 《주간 소년 매거진》에 2021년 10호부터 연재되었다. 요스타 픽처스가 제작한 애니메이션 TV 시리즈 각색판은 2024년 4월에 첫 방송되었다.

## 구성
13년 전, 악의 군대가 지구 침공을 시도했고, 슈퍼 전대 편대 용신전대 드래곤키퍼와 슈퍼 무기로 맞섰다. 그러나 사악한 군대는 1년 안에 패배했고, 그 임원들은 모두 전멸했으며, 살아남은(거의 불멸의) 보병들은 그 이후로 매주 일요일 수많은 관중들 앞에서 키퍼들에게 패배를 재현하도록 강요당했다. 이런 행동에 싫증이 난 보병 중 한 명은 이것이 노예제에 불과하다는 사실을 깨닫고 반란을 일으키며 조직에 침투하여 드래곤 키퍼를 물리치기로 결심한다.

## 등장인물

### 악의 괴인 군단
전투원 D
성우: 코바야시 유스케 / 배우: 도미나가 유야
이 작품의 주인공. 악의 괴인 군단에 소속된 전투원이다. 매일 반복되는 짜여진 각본 속 '차반극'에 염증을 느끼고 있었다. 그러던 중 일요일 결전에 난입해 각본에 없는 공격을 감행했으나, 레드 키퍼에게 순식간에 쓰러지고 만다. 이후 자신들이 단순한 ‘악역’이 아님을 자각하고, 홀로 지상에 남아 대전대 내부로 침투한다. 사쿠라마의 협조를 얻어 '가짜 사쿠라마 히비키'로 생활하게 된다.
전투원 XX
성우: 요우미야 히나
전투원. 부유성에 남지 않고 간부들이 쓰러진 후에도 끝까지 저항을 이어가는 자존심 강한 괴인 소녀. 괴인보호협회 이사.
'XX'라는 이름은 펠트롤라가 지어준 것이다.
펠트롤라
성우: 오오츠카 호츄
"酉(유)"를 담당하는 괴인 간부. 파일런의 둥지를 습격한 간부. 스즈키리에 의해 탈출에 성공한 뒤, 블루 키퍼(아오시마 쇼고)를 살해하고 XX와 함께 자취를 감춘다.
분신을 만들어낼 수 있으며, 그 모든 분신이 본체이다.
마가티아
"巳(사)"를 담당하는 괴인 간부. 고도의 환각을 다루는 능력을 지녔다. 과거 자신을 쫓아온 그린 부대 대원 전원을 전멸시킨 전력이 있다.
'우로보로스'에서는 폐교를 학교처럼 보이게 하는 환각을 만들어내고, '교칙'을 어기면 반복되는 세계에 갇히게 하는 환상을 만들어냈다. 이 과정에서 니시키 아루로 위장하여 사쿠라마 일행과 접촉했으나, 결국 전투원 D에 의해 정체가 탄로나게 된다. 최종적으로는 그린 키퍼의 초록 신구(少名毘古名神)에 의해 토벌된다.
《전보괴전》에서는 사야마 쥬지가 자신에게 마가티아의 괴인화 약물을 주사하면서 부활하게 된다.
후와리퐁
성우: 유사 코지
"午(오)"를 담당하는 괴인 간부. 라이브 방송으로 동시 시청자 수 2만 명을 넘기는 인기 영상 제작자.
《전보괴전》에서는 핑크 키퍼(사쿠라마)와 대면해 그녀의 목을 베어버린다. 이후 시치호 츠카사에게 맨손으로 짓눌려 토벌당한다. 시신은 교회에서 발견되었다.
챠코블
"申(신)"을 담당하는 괴인 간부. 야케코카부와 합체된 존재. 괴인보호협회와 협력하고 있으며, 아마노가와 중앙 동물원에서 쿠레야마를 살해했다.
평소에는 리젠트를 한 남성 ‘키이주’로 인간 사회에 녹아들어 있으며, 야케코카부(루우나)와 함께 생활하고 있었다. 우로보로스 폐교 유적지에 간담시험을 하러 왔다가 괴수에게 습격당할 뻔했지만 사쿠라마에게 구해진다.
《전보괴전》에서는 블루 키퍼(소우마)와 대면한다. 이때 괴수에게서 구해준 콘노를 지키는 모습도 보여 의리 있는 면모를 엿볼 수 있다.
"보지 말라"고 외치면 대상의 시야를 빼앗고, “움직이지 말라”고 외치면 대상이 그 자리에 고정되는 능력을 지닌다.
야케코카부
"卯(묘)"를 담당하는 괴인 간부. 챠코블과 합체된 존재. 괴인보호협회와 협력하고 있으며, 아마노가와 중앙 동물원에서 쿠레야마를 살해했다.
평소에는 활발한 천연 소녀 ‘루우나’로 키이주(챠코블)와 함께 인간 사회에 녹아들어 있었다. 우로보로스 폐교 유적지에 간담시험을 하러 왔다가 괴수에게 습격당할 뻔했지만 사쿠라마에게 구해진다.
《전보괴전》에서는 블루 키퍼(소우마)와 대면한다. 이때 괴수에게서 구해준 콘노를 지키는 모습도 보여 의리 있는 면모를 엿볼 수 있다.
안데레가
성우: 토라시마 타카아키
"寅(인)"을 담당하는 괴인 간부. 13년 전 블루 키퍼에 의해 토벌되었다.
자신에게 해악이 되는 것을 튕겨내는 ‘성역’을 만들어내는 능력을 지녔다. 성역은 모든 적의를 반사할 수 있으나, 제3자에게 향한 적의로 인한 유탄은 반사할 수 없다. 13년 전 이 약점을 아오시마와 소우마에게 간파당해 토벌되었다.
《전보괴전》에서는 우쿄 카에데가 자신에게 안데레가의 괴인화 약물을 주사하여 부활하게 되고, 옐로 키퍼와 대면한다.
토도마스크
"?"를 담당하는 괴인 간부. 드래곤 키퍼에 의해 토벌되었다.
《전보괴전》에서는 타치바나 네코가 자신에게 토도마스크의 괴인화 약물을 주사하여 부활하게 되고, 그린 키퍼와 대면한다.
대괴인 데스메시아
괴인 간부들이 부활시키려 하고 있는 대괴인. 레드 키퍼의 말에 따르면, 전쟁 1년 차에 대전대가 데스메시아의 부활을 저지하지 않았다면 인류는 멸망했을 것이라는 미래도 있었다고 한다.

### 용신전대 드래곤키퍼
레드 키퍼 / 아카바네 소세이(赤刎 創星)
성우: 나카무라 유이치 / 배우: 타케코 나오키
레드 부대를 이끄는 정1위의 대원으로, 용신전대 드래곤키퍼의 리더이다.
'이상적인 상사 랭킹'에서 10년 연속 1위를 차지했으며, 친근한 성격과 잘생긴 외모로 많은 팬을 보유하고 있다. 그러나 괴인을 멸시하거나, 자신의 지위를 위협한 측근 히무라를 살해하는 등, 세간의 이미지와는 달리 냉혹한 이면을 지닌 인물이다.
전투원 D와의 대치 중 신구를 빼앗기는 실책을 범했으며, 이 신구는 현재 스즈키리의 수중에 있다. 이 사건 이후로는 변신 능력을 상실하여 일반 슈트를 착용하게 되었다.
레드의 신구는 일본도 형태였으나 스즈키리에 의해 탈취당해, 본인의 전투력 저하로 이어졌다.
'전보담의(戦保談義)'에서도 충동적인 분노를 억누르지 못해 카메라 앞에서 악수 중이던 우스쿠보 야쿠시의 손목을 악력만으로 절단해버렸다.
블루 키퍼 / 소우마 케이스케(蒼馬 圭介)
배우: 키타무라 카이
블루 부대를 이끄는 정1위의 대원.
한때 블루 부대를 떠났던 부정적인 성격의 장발 남성. 금전에 집착하는 성향을 보인다. 레드키퍼로부터 새로운 블루키퍼로 다시 복귀 요청을 받을 정도의 실력자이다.
13년 전 '안데레가'와의 전투에서는, "자신에게 향하는 해악만 반사하고 타인에게 가는 유탄은 해당되지 않는다"는 안데레가의 능력을 이용해 스스로 미끼를 자처했다. 당시의 블루 키퍼 아오시마의 창 공격을 절묘하게 피하며 안데레가를 격파, 이 사건을 계기로 냉담하던 아오시마로부터 인정을 받게 되었다.
이후 "자신은 주인공이 될 수 없다"고 깨닫고 전대를 떠나 편의점에서 아르바이트를 하며 지냈다. 그러나 아오시마의 전사 후, 아이젠에 의해 다시 복귀하였다.
이름을 딴 등장 에피소드는 제98화 〈소우마 케이스케 17세〉.
전임자는 아오시마 쇼고.
옐로우 키퍼 / 키리타니 신야(黄理谷 真夜)
성우: 오노 켄쇼 / 배우: 호소카와 아키히로
옐로우 부대를 이끄는 정1위의 대원.
'황룡 요르문간드'를 신구로 삼으며, 신구는 활의 형태를 띠고 있다.
괴인을 만든 장본인으로, 용신의 힘은 여섯 명의 ‘선택받은 자들’만이 다룰 수 있었지만, 이들이 그 힘을 독점하려 하자 다섯 명을 ‘이용’해 신구를 제작했다.
그린 키퍼 / 치도리(千歳)
성우: 토리우미 코스케 / 배우: 사토 켄이치
그린 부대를 이끄는 정1위의 대원.
경찰 데이터베이스에 따르면 과거 체포 전력이 있으나, 그 기록이 부자연스럽게 결락되어 있어 정체가 불명한 인물이다. 대전대 내에서도 신원을 숨기며 정보상으로 활동하고 있다.
정보상의 7가지 도구를 보유하고 있으며, 주요 장비는 다음과 같다:
과거 뉴스가 모두 저장된 태블릿 '게으른 현자(슬로스 브레인)'
도마뱀 모양의 이동형 소형 카메라 '탐욕스런 목격자(그리드 아이)'
권총 형태의 도구 '질투의 의사(엔비 메디슨)'
대상 물체에 삽입하여 사용하는 이동 수단 '대식의 간자(글러토니 웨이)'
초록의 신구 '분노의 단죄자(라스 해머)'
'녹룡 파브니르'를 신구에 봉인하고 있으며, 거대한 망치를 초록의 신구로 사용한다.
변신 전에는 차분하고 붙임성 있는 성격이지만, 변신 후에는 과격하고 시끄러운 성격으로 돌변한다. 숲 속 외딴 집에 아내와 어린 딸과 함께 살고 있다.
핑크 키퍼 / 사쿠라마 세세라(桜間 世々良)
성우: M·A·O / 배우: 하야시모토 나나
핑크 부대를 이끄는 정1위의 대원.
사쿠라마 히비키의 누나로, 심한 브라콘(형제 애호자)이지만 이를 주변에는 숨기고 있다.
하반신 마비로 인해 일상생활은 휠체어에 의존하나, 변신 시에만 걸을 수 있다.
어린 시절 육상 선수로서 대회 기록을 경신할 정도의 실력을 지녔으나, 괴인 '펠트룰라'의 종교시설 습격 사건으로 하반신 마비를 입었고, 이후 휠체어 생활을 하게 되었다.